# Norma (Italië)
Norma is een hoog gelegen gemeente in de Italiaanse provincie Latina (regio Latium) en telt 3851 inwoners (31-12-2004). De oppervlakte bedraagt 30,8 km², de bevolkingsdichtheid is 127 inwoners per km².
In Norma bevindt zich een restant van de oude proto-Romeinse vesting Norba, gesticht in de vijfde eeuw voor Christus.

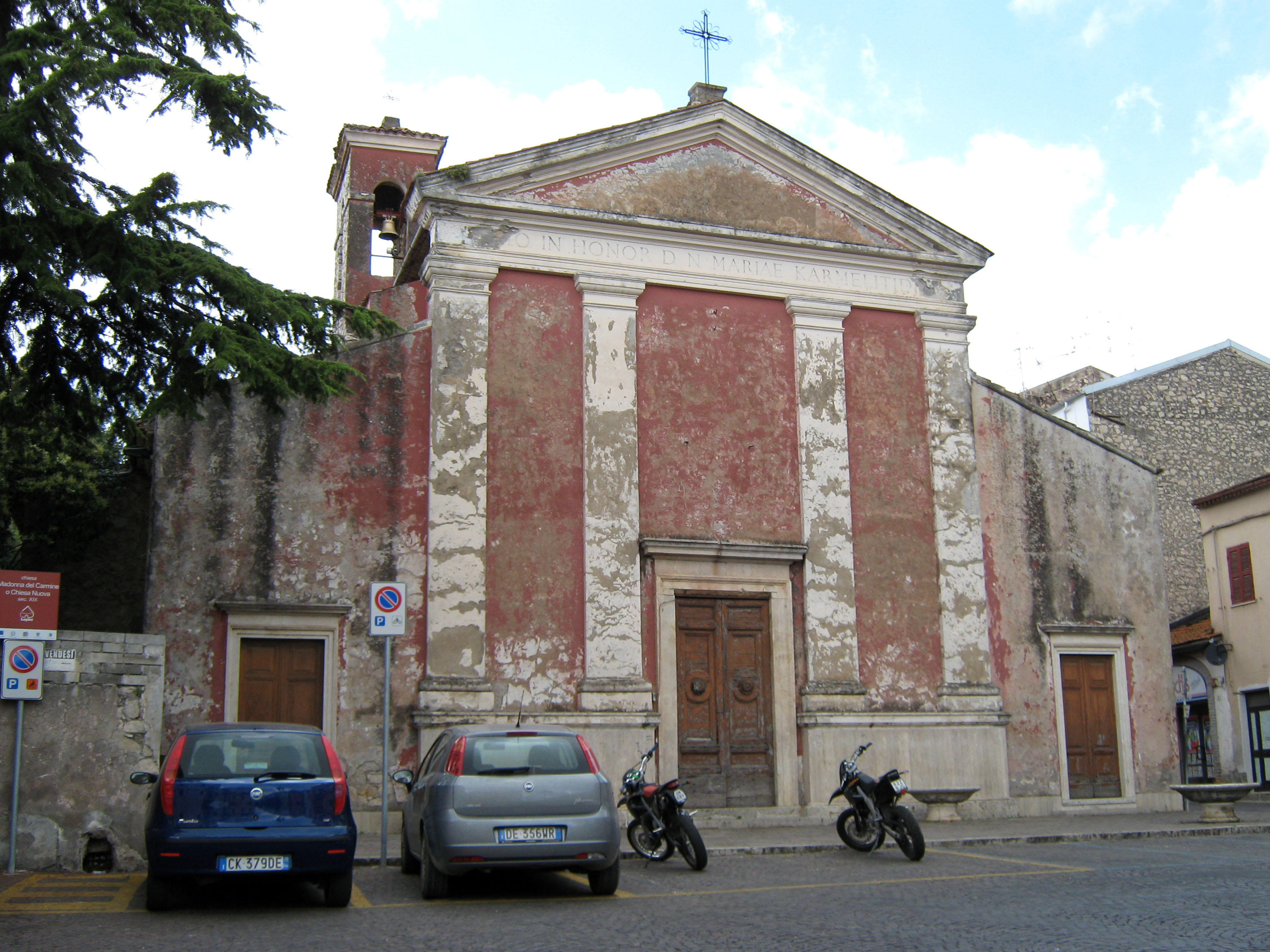
Kerk van Madonna del Carmine
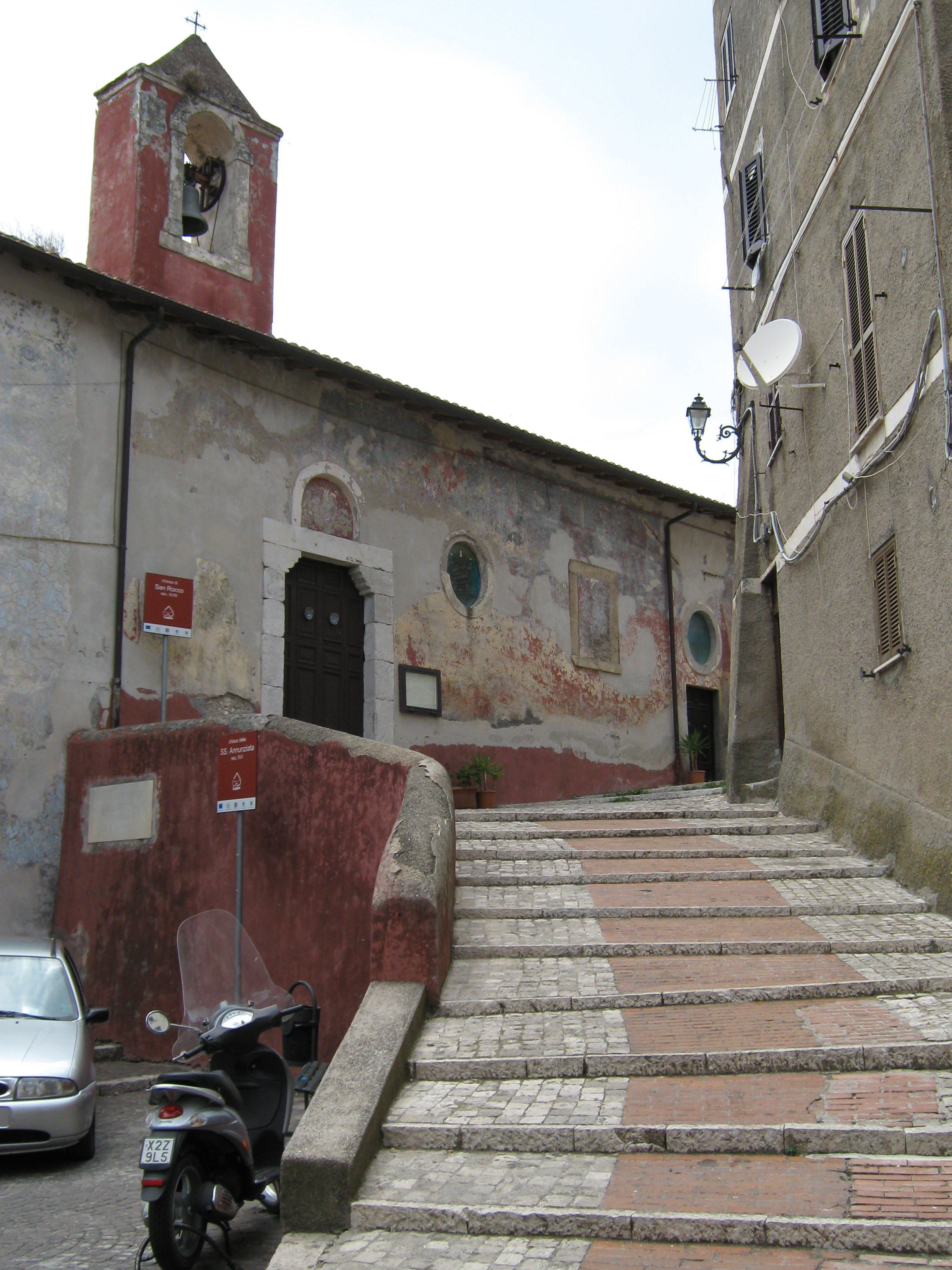
Kerk van San Rocco

## Demografie
Norma telt ongeveer 1636 huishoudens. Het aantal inwoners steeg in de periode 1991-2001 met 5,3% volgens cijfers uit de tienjaarlijkse volkstellingen van ISTAT.
| Jaar | Inwoneraantal |
| ---- | ------------- |
| 1991 | 3600          |
| 2001 | 3792          |

## Geografie
De gemeente ligt op ongeveer 410 m boven zeeniveau.
Norma grenst aan de volgende gemeenten: Bassiano, Carpineto Romano (RM), Cisterna di Latina, Cori, Montelanico (RM), Sermoneta.